# Escuts i banderes de la Vall de Cofrents-Aiora
Els escuts i banderes de la Vall de Cofrents-Aiora són el conjunt de símbols que representen els municipis d'aquesta comarca.
En aquest article s'hi inclouen els escuts i les banderes oficialitzats per la Generalitat Valenciana i els que se van aprovar per l'administració de l'Estat abans de les transferències a la Generalitat Valenciana, així com altres que no han estat oficialitzats.

## Escuts oficials

Escut d'Aiora Rehabilitat el 29 d'octubre de 2014.
Escut de Cofrents Aprovat el 24 de setembre de 1982.
Escut de Cortes de Pallars Aprovat el 10 de març de 2011.
Escut de Xalans Aprovat el 30 de novembre de 1999.
Escut de Zarra Aprovat el 20 de gener de 1993.

## Escuts sense oficialitzar

Escut de Teresa de Cofrents
Escut de Xarafull

## Banderes oficials

Bandera de Cofrents Aprovada el 27 de febrer de 1995.